# Lucius Pedanius Secundus
Lucius Pedanius Secundus (mort en 61 après JC) était un sénateur romain du premier siècle. En 43 après J.-C., sous le règne de Claude, il fut consul suffectus des calendes de mars aux calendes de juillet, avec Sextus Palpellius Hister. Secundus fut le premier sénateur des provinces espagnoles à atteindre le rang de consul depuis le mandat anormal de Lucius Cornelius Balbus en 40 av J.-C..
En l'an 56, il fut nommé préfet urbain par Néron. On connaît peu de détails sur son mandat ; on sait seulement qu'il fut assassiné en 61 par l'un de ses esclaves. Le sénat, poussé entre autres par Caius Cassius Longinus, approuva l'exécution de tous les quatre cents esclaves de Pedanius, conformément au droit romain ; une version abrégée du discours de Longinus fut conservée par Tacite. Le peuple exigea la libération des esclaves innocents, mais Néron déploya l'armée romaine pour empêcher la foule de perturber les exécutions.
Les Pedanii avaient leurs racines en tant que colons romains dans la ville de Barcino en Tarraconaise. Les descendants de Secundus comprennent une série de consuls, à commencer par son fils Gnaeus Pedanius Fuscus Salinator, consul en 61 après J.-C..